# Gare de La Frayère
La gare de La Frayère est une gare ferroviaire française, de la ligne de Cannes-la-Bocca à Grasse, située à La Bocca quartier de la ville de Cannes, dans le département des Alpes-Maritimes et la région Provence-Alpes-Côte d'Azur.
L'arrêt est mis en service en 1978, lors de la première réouverture de la ligne entre Cannes-la-Bocca et Ranguin. Fermé en 1995, il est rouvert en 2005.
C'est une halte voyageurs de la Société nationale des chemins de fer français (SNCF) desservie par des trains TER Provence-Alpes-Côte d'Azur.

## Situation ferroviaire
Établie à 32 mètres d'altitude, la gare de La Frayère est située au point kilométrique (PK) 4,376 de la ligne de Cannes-la-Bocca à Grasse, entre les gares du Bosquet et de Ranguin.

## Histoire
La ligne de Cannes à Grasse, ouverte en 1871 est fermée en 1938. La halte de La Frayère, est un nouvel arrêt mis en service le 27 mai 1978 lors de la réouverture partielle de la ligne entre Cannes-La-Bocca et Ranguin. Arrêt sans personnel, il dispose d'un quai de 60 mètres avec un abri pour les voyageurs. L'arrêt, comme la ligne est fermé au service des voyageurs le 26 novembre 1995.
Au début des années 2000, les travaux de modernisation de la ligne, comprennent la remise en état de l'arrêt qui est rouvert le 26 mars 2005

## Fréquentation
De 2015 à 2023, selon les estimations de la SNCF, la fréquentation annuelle de la gare s'élève aux nombres indiqués dans le tableau ci-dessous.
| Année     | 2015   | 2016   | 2017   | 2018   | 2019   | 2020   | 2021   | 2022   | 2023    |
| --------- | ------ | ------ | ------ | ------ | ------ | ------ | ------ | ------ | ------- |
| Voyageurs | 54 379 | 57 061 | 28 316 | 58 456 | 84 814 | 45 627 | 83 335 | 98 979 | 107 066 |

## Service des voyageurs

### Accueil
Halte SNCF, c'est un point d'arrêt non géré (PANG) à entrée libre. Elle est notamment équipée d'automates pour l'achat de titres de transport.

### Desserte
La Frayère est desservie par des trains TER Provence-Alpes-Côte d'Azur, qui circulent sur la relation Grasse – Vintimille via Cannes.

### Intermodalité
Le stationnement des véhicules est possible à proximité. Des bus desservent la halte.